# Вітаміни

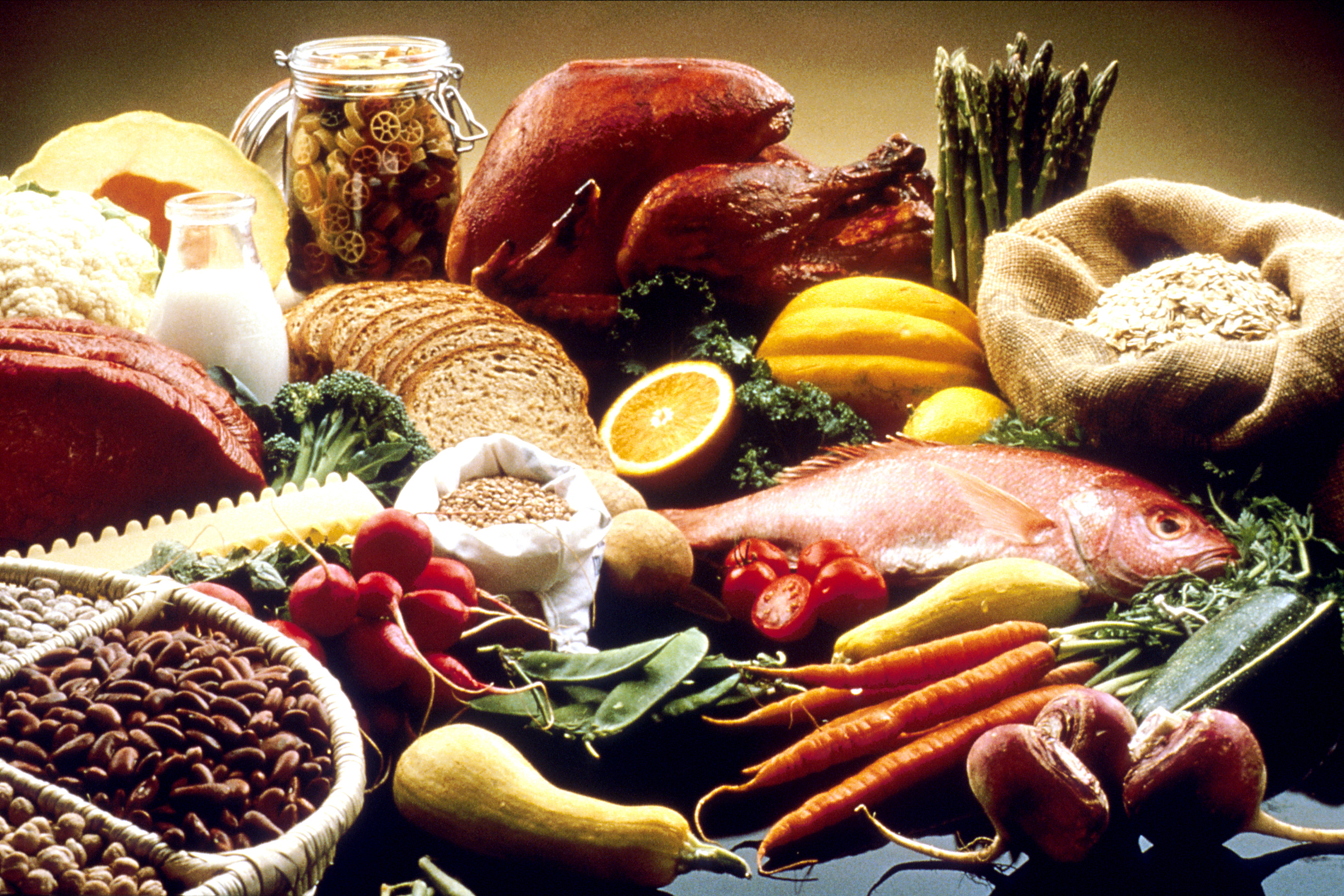
Основне джерело вітамінів — їжа

Вітамі́ни (лат. vita — життя і амін — біологічно активні біоорганічні сполуки природного або синтетичного походження, різні за хімічною структурою та механізмом біологічної дії. Таким чином визначення певної речовини як вітаміну залежить від того, про який вид йдеться. Наприклад, більшість тварин мають метаболічний шлях синтезу аскорбінової кислоти, проте деякі, такі як люди, мавпи, морські свинки, втратили його, тому аскорбінова кислота є для них вітаміном. Залежно від того, як вітаміни витягуються з їжі за допомогою органічних розчинників або води, розрізняють жиророзчинні та водорозчинні вітаміни.
Організму людини життєво необхідні принаймні 13 різних вітамінів, добові потреби яких коливаються від 0,01 до 100 мг. Вони не виконують в організмі ані енергетичної, ані структурної функції, але є необхідними для використання тих сполук, які ці функції виконують, зокрема білків, ліпідів і вуглеводів. Більшість з вітамінів є попередниками коферментів, що беруть участь у багатьох ферментативних реакціях, проте деякі, такі як A, C, D, E і K, мають інакше[яке?] біологічне значення. Роль коферментів однакова майже у всіх видів, проте вищі тварини у процесі еволюції втратили здатність синтезувати деякі з них. В той час як кишкова паличка може рости на середовищі, що містить тільки глюкозу і мінеральні солі, дієтичні потреби тварин значно ширші. Метаболічні шляхи біосинтезу вітамінів бувають дуже складними, тому для хемогетеротрофного організму може виявитись ефективнішим «покластись» на наявність цих сполук у їжі, аніж синтезувати усі ферменти, необхідні для їх утворення із простіших попередників. Проте така стратегія має суттєвий недолік — нестача певного вітаміну у дієті (гіпо- чи авітаміноз) призводить до серйозних розладів, що можуть бути смертельними.
Всі основні групи харчових продуктів (овочі, фрукти, м'ясо, риба, молочні продукти, яйця) багаті на вітаміни, хоча жоден продукт сам по собі не може повністю задовольнити потреби організму. Тому необхідно вживати збалансовану різноманітну дієту. Крім того, деякі вітаміни, такі як K і H, синтезуються кишковою мікрофлорою, а вітамін D утворюється в шкірі під впливом ультрафіолетового випромінювання.
Існують різноманітні вітамінні додатки, що можуть доповнити дієти, у яких не вистачає однієї або кількох з цих сполук. Люди, що дотримуються правил раціонального харчування, не потребують цих препаратів. Дози вітамінів, значно вищі за рекомендовані, можуть не тільки не приносити користі здоров'ю, а й бути шкідливими. Надлишок вітамінів, розчинних у воді, виводиться з організму з сечею, проте жиророзчинні можуть накопичуватись у жировій тканині навіть до токсичних концентрацій і викликати патогенні стани — гіпервітамінози.

## Історія відкриття
Хоча до відкриття вітамінів вважалось, що для нормальної життєдіяльності людині потрібні тільки білки, жири, вуглеводи, вода і мінеральні солі, спостереження показували, що одноманітне харчування без свіжих овочів і фруктів призводить до виникнення різних захворювань. Так моряки під час довгих подорожей хворіли на цингу (скорбут), смертність від якої становила 70–80 %, а в країнах Азії, де основною стравою був полірований рис, значна частина населення була уражена бері-бері (формою поліневриту). У 1881 році російський лікар М. Лунін у своїй праці «Про значення мінеральних солей для живлення тварин» (рос. «О значении минеральных солей для питания животных») дійшов висновку, що у їжі є якісь додаткові невідомі термолабільні речовини, необхідні для нормальної життєдіяльності.
У 1897 році нідерландець Христіан Ейкман досліджував бері-бері у Голландській Ост-Індії. У час його роботи в одній із лабораторій, розташованій у військовому госпіталі, кури захворіли поліневритом, дуже схожим до бері-бері в людей. Ейкман взявся з'ясувати причину захворювання, але не встиг він закінчити обстеження, як кури одужали. Хвороба тривала з 10 липня до останніх днів листопада. Виявилось, що з 17 червня до 27 листопада наглядач лабораторії з метою економії годував курей вареним очищеним рисом, який брав на кухні госпіталю. 27 листопада попереднього кухаря лікарні замінив новий, який відмовився видавати «військовий рис цивільним курям». Подальші експерименти із дієтою птахів показали, що годування нешліфованим рисом не призводить до виникнення хвороби, і може вилікувати курей, що вже захворіли, як і додавання висівок до шліфованого рису. Таким чином можна було припустити, що у рисових висівках наявна певна речовина, нестача якої викликає поліневрит. Цю сполуку — а саме тіамін (вітамін B1) — у 1911 році виділив польський вчений Казимир Функ і показав її ефективність у лікуванні бері-бері. Молекули тіаміну мають у своєму складі аміногрупу, тому Функ назвав його вітаміном (аміном життя), звідки й походить назва цілого класу речовин, хоч не всі вони азотвмісні. Решта вітамінів була описана до закінчення першої половини XX століття, пізніше були виявлені також так звані вітаміноподібні речовини, частина із яких синтезується в організмі і виконують пластичні або енергетичні функції.
1929 Ейкман разом зі Фредеріком Гопкінсом, який відкрив вітаміни A і D, був нагороджений Нобелівською премією з фізіології або медицини.

## Класифікація і номенклатура
Відомо близько 30 вітамінів і вітаміноподібних речовин, вивчена їхня структура, біологічна активність і здійснений синтез. Найпоширеніша класифікація вітамінів базується на їхніх фізико-хімічних властивостях, за якими їх поділяють на водо- і жиророзчинні. Кожен вітамін має три назви: традиційну (велика латинська літера, інколи із цифровим індексом), хімічну і фізіологічну.

### Номенклатура вітамінів
Відкриття вітамінів відбувалось завдяки їхній біологічній активності, і для багатьох не була відома хімічна будова, тому ці сполуки (або суміші сполук, як з'ясувалось пізніше) позначали великими латинськими літерами: A, B, C тощо. Пізніше, для вітамінів, що зустрічаються у природних джерелах разом, але мають різну хімічну природу і біологічні функції, стали додавати цифрові індекси, наприклад вітаміни групи B: B1, B2 і так далі. Інколи кілька сполук, близьких за хімічною будовою, мають однакову біологічну дію, що відрізняється тільки інтенсивністю. Для таких груп може бути використана назва вітамери, наприклад різні типи вітаміну D. Вітамери також позначають цифровими індексами (D1, D2).
Сучасна номенклатура вітамінів була прийнята 1956 року IUPAC, вона відображає хімічну природу цих сполук. Також для кожного існує номенклатура, що базується на фізіологічній дії, у якій назви зазвичай мають префікс «анти-». Таким чином кожен вітамін має три назви, наприклад: B1 (тіамін, антиневритний); A (ретинол, антиксерофтальмічний) тощо.

### Класифікація вітамінів
|              | Водорозчинні вітаміни                                                                           | Жиророзчинні вітаміни                                                             |
| ------------ | ----------------------------------------------------------------------------------------------- | --------------------------------------------------------------------------------- |
| Всмоктування | Безпосередньо в кров                                                                            | Спершу в лімфу, потім у кров                                                      |
| Транспорт    | У вільній формі                                                                                 | Багато потребують транспортних білків                                             |
| Зберігання   | Вільно циркулюють у заповнених водою частинах тіла                                              | Запасаються у жировій тканині                                                     |
| Екскреція    | Надлишок швидко виводиться нирками                                                              | Виведення надлишку важче, накопичуються у жировій тканині                         |
| Токсичність  | Для деяких вітамінів можливо досягти токсичних концентрацій, вживаючи у формі харчових додатків | Більш ймовірно досягти токсичних концентрацій, вживаючи у формі харчових додатків |
| Потреби      | Необхідне регулярне вживання (не рідше 1—3 діб)                                                 | Вживання може бути рідшим (раз на тиждень, або навіть місяць)                     |

Традиційно вітаміни поділяють на дві групи за фізико-хімічними властивостями: водорозчинні і жиророзчинні. До водорозчинних належать: В1 (тіамін), B2 (рибофлавін), В3 (PP) (нікотинамід, нікотинова кислота), B5 (пантотенова кислота), B6 (піридоксин, піридоксаль, піридоксамін), H (B7) (біотин), B9 (Bс) (фолієва кислота), B12 (кобаламін), С (аскорбінова кислота); до жиророзчинних: А (ретинол), D (кальциферол, холекальциферол), Е (токоферол), К (філохінон).
Розчинність впливає на всмоктування, транспорт, зберігання і екскрецію вітамінів. Так гідрофільні вітаміни містяться у соковитих частинах їжі, а гідрофобні — у твердих жирах і оліях. Водорозчинні вітаміни всмоктуються безпосередньо в кров, жиророзчинні, як і інші ліпіди, потрапляють спочатку в лімфу, а потім у кров, і переносяться зв'язаними із транспортними білками. У клітинах водорозчинні вітаміни вільно циркулюють у цитозолі та інших водянистих компартментах, в той час як жиророзчинні депонуються у жировій тканині і печінці. Невеликий надлишок водорозчинних вітамінів може легко виводитись нирками. Через те, що жиророзчинні вітаміни накопичуються в тілі, їх можна вживати у відносно великих кількостях час від часу, для того, щоб задовольнити потреби організму, але водорозчинні повинні надходити більш регулярно.
Окрім того, існує раціональна хімічна класифікація вітамінів, що базується на належності до певного класу сполук. Виділяють такі групи:
- Вітаміни аліфатичного ряду (C, B3);
- Вітаміни аліциклічного ряду (A, D);
- Вітаміни ароматичного ряду (K);
- Вітаміни гетероциклічного ряду (B1, B2, B5, B6, B9, B12, H, E).

## Характеристика окремих вітамінів
| Назва                                                       | Роль | Джерела і стійкість | Симптоми нестачі | Симптоми крайнього надлишку |
| ----------------------------------------------------------- | --- | --- | --- | --- |
| Водорозчинні вітаміни                                       | | | | |
| B1 (тіамін, антиневритний)                                  | Попередник коферменту тіамінпірофосфату (ТПФ), що використовується для відщеплення CO2 від органічних сполук. Бере участь у клітинному диханні, синтезі пентоз і ацетилхоліну, окисненні алкоголю. | Нежирне м'ясо, зернові, бобові, риба, печінка, яйця, зелень, чорний хліб. Швидко руйнується при нагріванні. | Бері-бері (розлад нервової системи, порушення зору, нестійкість під час ходьби, розгубленість, втрата пам'яті, виснаження, втрата апетиту, анемія, збільшення серця, тахікардія). | Невідомі. |
| B2 (рибофлавін, вітамін росту)                              | Попередник двох коферментів — ФАД і ФМН, що слугують акцепторами атомів гідрогену, також компонент оксидаз амінокислот. | Молочні продукти, також наявний в м'ясі, рибі, зернових, овочах, печінці, яєчному білку, бобових. Розкладається під впливом ультрафіолетового і видимого світла, внаслідок дії лугів. | Дерматити, тріскання губ у куточках, губи і язик стають пурпурово-червоними і блискучими. Проблеми з очима: підвищена світлочутливість, розмитість зору. Один з найпоширеніших гіповітамінозів. | Невідомі. |
| B3 (ніацин, нікотинамід, антипелагричний)                   | Попередник коферментів НАД і НАДФ, що є переносниками електронів і беруть участь у гліколізі, окисному фосфорилюванні, окисненні жирів, репарації ДНК, регуляції транскрипції тощо. | Дієта з достатнім вмістом білків зазвичай задовольняє потребу в ніацині, оскільки амінокислота триптофан може легко в нього перетворюватись. Джерелами самого вітаміну є м'ясо і риба, менше його печінці, дріжджах, картоплі, арахісі, зелені. Стійкий до дії кислот, лугів, високої температури, світла, окиснення.                                                                                                  | Пелагра (наступає після кількох місяців нестачі), ранні ознаки: млявість, головний біль, втрата апетиту, пізніше: сухість в роті, нудота, блювання, діарея, суха шкіра з виразками, неврологічні симптоми. Три основні симптоми пізніх стадій (3Д) діарея, деменція і дерматит. Тривалий дефіцит вітаміну може призводити до смерті. | Величезні дози можуть призводити до гіперглікемії, розширення кровоносних судин, ураження печінки, подагри. |
| B5 (пантотенова кислота, антидерматитний)                   | Попередник коферменту А, що бере участь у реакціях перенесення ацетильної групи, зокрема у клітинному диханні, синтезі й окисненні жирних кислот тощо, також задіяний у синтезі стероїдів і гему гемоглобіну. | («Пантотенова кислота» з грец. пантос — всюди). Це свідчить про значне розповсюдження цієї речовини. Міститься в продуктах тваринного походження: м'ясі, печінці, яєчному жовтку, молоці тощо, також у цілому зерні, бобових, деяка кількість продукується кишковою мікробіотою. Відносно стабільний, втрати під час приготування їжі незначні, крім випадків, коли варіння відбувається у кислих або лужних розчинах. | Дефіцит рідкісний, проявляється втратою апетиту, болем у животі, руках і ногах, депресією, спазмами, нейро-м'язовою дегенерацією (нейропатію в алкоголіків пов'язують з нестачею вітаміну B5). | Невідомі. |
| B6 (піридоксин, антидерматитний)                            | Попередник кількох коферментів, зокрема піридоксальфосфату, що беруть участь в обміні амінокислот. Потрібний для перетворення триптофану в ніацин, глікогенолізу, формування антитіл і гемоглобіну, руйнування гомоцистеїну. | Зернові, овочі, м'ясо, риба, банани, менш важливі джерела: картопля, помідори, шпинат. Стійкий до нагрівання, дії кислот, руйнується світлом і лугами. | У дітей: дратівливість, конвульсії, анемія, блювання, слабкість, біль у животі. У дорослих: себорейні ушкодження навколо очей і рота, підвищена ймовірність серцевих захворювань. | Пригнічення глибинних сухожильних рефлексів, заніміння кінцівок, труднощі при ходьбі, ушкодження нервів. |
| B9 (Bc, фолієва кислота, антианемічний)                     | Попередник коферментів, що беруть участь у метаболізмі амінокислот і нуклеїнових кислот, холіну. Необхідний для формування еритроцитів і нормального розвитку нервової трубки зародка, допомагає у розкладі гомоцистеїну. | Темно-зелені овочі, горіхи, бобові, дріжджі, печінка, апельсиновий сік, телятина, яйця, зернові, синтезується кишковою мікробіотою. | Макроцитарна або мегалобластна анемія, розлади шлунково-кишкового тракту, діарея. У новонароджених: підвищений ризик розщеплення хребта і неврологічних розладів. | Невідомі |
| B12 (ціанокобаламін, антианемічний)                         | Кофермент, потрібний для синтезу нуклеїнових кислот. Особливо важливий у травній і нервовій системах і червоному кістковому мозку. Необхідний для дозрівання червоних кров'яних тілець, за його нестачі попередники еритроцитів не діляться але продовжують рости. Також бере участь у синтезі метіоніну і холіну.                   | Печінка, м'ясо, риба, молочні продукти крім масла, яйця. Немає у рослинній їжі. Стійкий до нагрівання, руйнується світлом і сильними кислотами та лугами. Може зберігатись у печінці в кількості 2–3 мг, що достатньо для задоволення потреб організму впродовж 3–5 років. | Перніціозна анемія, що проявляється блідістю, анорексією, втратою ваги, задишкою; неврологічні розлади, у більшості випадків виникає внаслідок поганого всмоктування, а не власне дефіциту в дієті. | Невідомі. |
| Вітамін H (біотин, антисеборейний)                          | Кофермент у реакціях метаболізму амінокислот і жирів, зокрема необхідний для проходження циклу Кребса, формування пуринів, замінних амінокислот, використання амінокислот як джерела енергії. | Бобові та інші овочі, печінка, яєчний жовток, горіхи, у достатній кількості синтезується мікробіотою кишки. Стійкий до дії світла, тепла, кислот. | Сухість шкіри, біль у м'язах, блідість, анорексія, нудота, стомливість, збільшений вміст холестеролу в крові. | Невідомі |
| Вітамін C (аскорбінова кислота, антискорбутний)             | Антиоксидант, необхідний для синтезу колагену, перетворення триптофану у серотонін і холестеролу у жовчні кислоти, покращує всмоктування іонів заліза, потрібний для активації фолієвої кислоти. | Овочі і фрукти, особливо цитрусові, ягоди, полуниці, помідори, молода картопля, зелень. Руйнується під впливом світла, нагрівання, лугів. | Цинга: порушення формування міжклітинного матриксу, болі в суглобах, хвороби зубів, порушення росту кісток, загоєння ран, кровоточивість ясен, анемія, схильність до інфекційних захворювань, втрата ваги, дегенерація м'язів і хрящів.                                                                                              | Великі дози (у 10 і більше разів вищі за рекомендовані) призводять до діареї, підвищеної мобілізації мінеральних речовин кісткової тканини, посилене зсідання крові, формування ниркових каменів                                                                               |
| Жиророзчинні вітаміни                                       | | | | |
| Вітамін A (ретинол, антиксерофтальмічний)                   | Потрібний для синтезу зорових пігментів, підтримання цілісності шкіри і слизових оболонок, нормального розвитку зубів і кісток, забезпечення репродуктивних функцій, антиоксидант. | Вітамін A міститься у риб'ячому жирі, яєчних жовтках, печінці, молоці; провітамін A (β-каротин) — у червоних, оранжевих, жовтих і темно-зелених овочах. Вітамін A запасається печінкою у кількості, достатній для забезпечення потреб організму впродовж року. Стійкий до нагрівання, дії кислот і лугів, легко окиснюється і розкладається під впливом світла.                                                        | Куряча сліпота, сухість шкіри і волосся, порушення цілісності шкіри і слизових оболонок, збільшення ймовірності інфекційних захворювань дихальної, травної і видільної систем, висихання кон'юктиви, помутніння рогівки, у вагітних жінок — дефекти у розвитку плоду.                                                                | Токсичний при вживанні у кількості понад 10 мг у день впродовж місяців. Симптомами є нудота, блювання, анорексія, головний біль, втрата волосся, біль у суглобах, ламкість кісток, збільшення печінки і селезінки, може збільшувати ризик захворювання на рак легень у курців. |
| Вітамін D (кальциферол, антирахітний)                       | За функціями схожий до гормонів: сприяє всмоктуванню кальцію у ШКТ, разом з паратгормоном мобілізує кальцій з кісток. Обидва механізми необхідні для підтримання сталої концентрації кальцію в крові, що у свою чергу потрібно для нормальної роботи нервової системи, скорочення м'язів, зсідання крові, формування кісток і зубів. | Вітамін D3 формується у шкірі під впливом ультрафіолетового випромінювання, подальше перетворення в активну форму відбувається у печінці і нирках. Джерелами вітаміну D є риб'ячий жир, яєчні жовтки, молоко. Вітамін D стійкий до нагрівання, дії кислот і лугів, світла і окиснення. | У дітей рахіт, у дорослих — остеомаляція; порушення мінералізації кісток і зубів, знижений тонус м'язів, слабкість у ногах, неспокій, дратівливість. | 22–25 мг на добу може бути токсичним для дітей, більші дози — і для дорослих. До симптомів належать: блювання, діарея, втома, втрата ваги, гіперкальціємія і кальцифікація м'яких тканин, незворотне ушкодження серця і нирок.                                                 |
| Вітамін E (токофероли, антистерильний, вітамін розмноження) | Антиоксидант, помагає запобігти окисненню ненасичених жирних кислот і холестеролу, зокрема у клітинних мембранах, перешкоджає розвитку атеросклерозу. | Зародки пшениці, рослинні олії, горіхи, злаки, темно-зелені листкові овочі. Нечутливий до дії тепла, світла, кислот, нестійкий до кисню. | Дуже рідко, точні симптоми не до кінця з'ясовані: можливе зменшення тривалості життя еритроцитів і гемоліз, ламкість капілярів, дегенерація спинного мозку. | Навіть у великих дозах не викликає значних побічних ефектів. Можливе сповільнене загоєння ран, зниження адгезії тромбоцитів і зростання часу утворення згустку крові. |
| Вітамін K (нафтохінони, антигеморагічний)                   | Необхідний для синтезу печінкою факторів зсідання крові і деяких інших білків. Бере участь в окисному фосфорилюванні у всіх клітинах організму. | Головним чином синтезується кишковою мікробіотою, міститься у темно-зелених листкових овочах, кочанній капусті, капусті броколі, цвітній капусті, у свинині і печінці. Стійкий до нагрівання, руйнується кислотами, лугами, світлом, окиснювальними агентами. Забезпечення організму вітаміном K може зменшуватись під час вживання антибіотиків.                                                                      | Порушення зсідання крові, тривалі кровотечі, швидке формування синців. | Невідомі. |

## Добова потреба у вітамінах
За нормального раціону і здорового способу життя потреба у вітамінах задовольняється природним шляхом. Однак узимку і навесні відчувається нестача вітамінів, що спричиняє гіповітамінози. Надлишок вітамінів — гіпервітаміноз, буває дуже рідко. Одноманітне харчування може призводити до виникнення хворобливого стану — первинного авітамінозу (гіповітамінозу).
| Вікові групи           | A, мг | B1, мг | B2, мг | B3, мг | B6, мг | B9, мкг | B12, мкг | C, мг | D, мкг | E, мг | K, мкг |
| ---------------------- | ----- | ------ | ------ | ------ | ------ | ------- | -------- | ----- | ------ | ----- | ------ |
| 0–3 місяці             | 0,4   | 0,3    | 0,4    | 5      | 0,4    | 25      | 0,5      | 30    | 8      | 3     | 5      |
| 4–6 місяців            | 0,4   | 0,4    | 0,5    | 6      | 0,5    | 40      | 0,5      | 35    | 10     | 4     | 8      |
| 7–12 місяців           | 0,5   | 0,5    | 0,6    | 7      | 0,6    | 60      | 0,6      | 40    | 10     | 5     | 10     |
| 1–3 роки               | 0,6   | 0,8    | 0,9    | 10     | 0,9    | 70      | 0,7      | 45    | 10     | 6     | 15     |
| 4–6 років              | 0,6   | 0,8    | 1      | 12     | 1,1    | 80      | 1        | 50    | 10     | 7     | 20     |
| 6 років (учні)         | 0,65  | 0,9    | 1,1    | 13     | 1,2    | 90      | 1,2      | 55    | 10     | 8     | 25     |
| 7–10 років             | 0,7   | 1      | 1,2    | 15     | 1,4    | 100     | 1,4      | 60    | 2,5    | 10    | 30     |
| 11–13 років (хлопчики) | 1     | 1,3    | 1,5    | 17     | 1,7    | 160     | 2        | 75    | 2,5    | 13    | 45     |
| 11–13 років (дівчатка) | 0,8   | 1,1    | 1,3    | 15     | 1,4    | 150     | 2        | 70    | 2,5    | 10    | 45     |
| 14–17 років (хлопці)   | 1     | 1,5    | 1,8    | 20     | 2      | 200     | 2        | 80    | 2,5    | 15    | 65     |
| 14–17 років (дівчата)  | 1     | 1,2    | 1,5    | 17     | 1,5    | 180     | 2        | 75    | 2,5    | 13    | 55     |
| Чоловіки 18–60 років   | 1     | 1,6    | 2      | 22     | 2      | 250     | 3        | 80    | 2,5    | 15    |        |
| Жінки 18–60 років      | 1     | 1,3    | 1,6    | 16     | 1,8    | 200     | 3        | 70    | 2,5    | 15    |        |
| чоловіки 60–74 роки    |       | 1,7    | 1,7    | 15     | 3,3    | 250     | 3        | 100   | 2,5    | 25    |        |
| чоловіки >= 75 років   |       | 1,5    | 1,5    | 13     | 3      | 230     | 3        | 90    | 2,2    | 20    |        |
| жінки 60–74 роки       |       | 1,5    | 1,5    | 13     | 3      | 230     | 3        | 100   | 2,5    | 20    |        |
| жінки >= 75 років      |       | 1,5    | 1,5    | 13     | 3      | 230     | 3        | 90    | 2,2    | 20    |        |

## Вітамінні недостатності

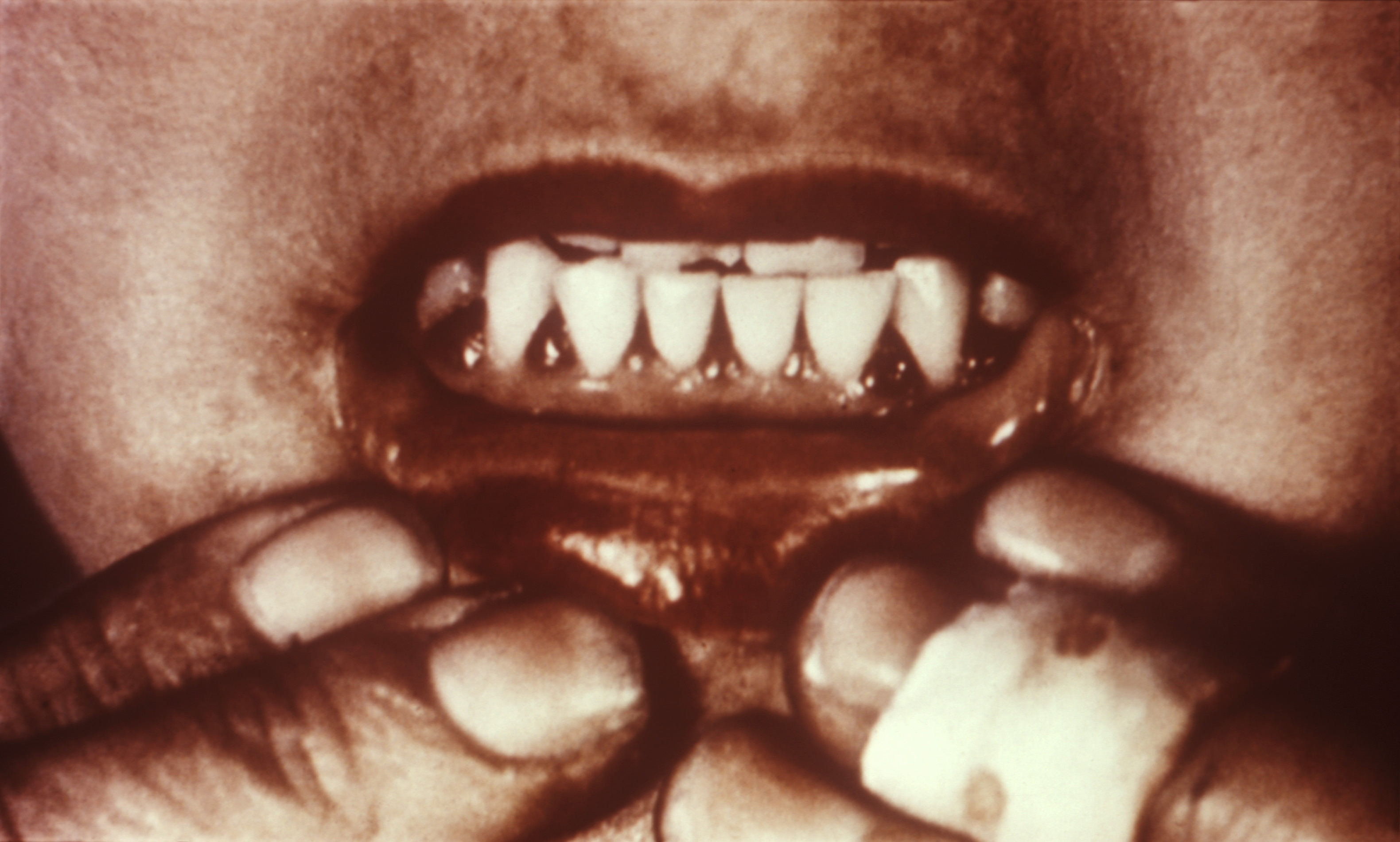
Ураження ясен при цинзі — дефіциті вітаміну C

Вітамінна недостатність — це стан, що виникає внаслідок нестачі певного вітаміну в організмі. Розрізняють гіпо- і авітамінози, перші виникають внаслідок відносної (щодо норми) нестачі, другі — абсолютної. Нестачу одного вітаміну називають моногіповітамінозом, кількох — полігіповітамінозом.
Дефіцити вітамінів можуть бути екзо- і ендогенними. Екзогенні гіпо- чи авітамінози виникають внаслідок зменшення надходження вітамінів з їжею, через неправильну дієту, чи обробку і зберігання продуктів. Іншою причиною може бути зміна мікрофлори кишки найчастіше внаслідок тривалого вживання антибіотиків, сульфаніламідів тощо.
Ендогенні дефіцити виникають через неспроможність засвоєння вітамінів клітинами організму. Причинами цього може бути руйнування потрібних сполук через підвищення кислотності шлунку (вітаміни B1, B5, C), порушення утворення транспортних білків (вітамін B12), зменшення надходження жовчі у верхні відділи тонкої кишки, що перешкоджає всмоктуванню жиророзчинних вітамінів, наявності антивітамінів тощо. Багато вітамінних недостатностей є вторинними щодо інших захворювань, наприклад, анорексії, розладів шлунково-кишкового тракту, що супроводжуються блюванням або/і діареєю. Часом вони виникають також через підвищення потреб організму, зокрема у час вагітності, лактації, запальних процесів, внаслідок тиреотоксикозу тощо.
Завдяки розширенню знань про раціональне харчування гіпо- і авітамінози стали досить рідкісними захворюваннями, їх можна вважати швидше соціо-екномічними, а не медичними проблемами. З іншого боку, існує ряд вроджених захворювань, що розвиваються в ранньому віці і нагадують за симптомами типові авітамінози, незважаючи на забезпечення пацієнтів всіма необхідними вітамінами. У деяких випадках, ці розлади лікуються мегавітамінною терапією — введенням вітамінів у дозах, що в 50–100 разів перевищують фізіологічні потреби. Такі стани називаються вітамінзалежними. Існують також вітамінрезистентні стани, при яких не допомагає навіть мегавітамінна терапія. Причинами виникнення цих спадкових захворювань можуть бути різноманітні генетичні дефекти: такі, що порушують всмоктування і транспорт вітамінів, перетворення їх у коферменти або активні форми, а також мутації, які призводять до втрати активності білкової частини ферменту — апоферменту — або перешкоджають нормальній взаємодії коферменту і апоферменту.
Вугрі або акне — це запальне захворювання, що викликається змінами структури сальних залоз. Причиною вугрової висипки можуть бути нестача вітаміну А.[джерело?]

## Біодоступність вітамінів
Кількість вітаміну, яку організм може засвоїти із певного джерела, залежить не тільки від вмісту цього вітаміну, а й від його біодоступності. Вона залежить від ряду факторів, зокрема: ефективності травлення і часу проходження їжі через шлунково-кишковий тракт, стану задоволення харчових потреб особи, методу приготування їжі (сира, варена, «готова до вживання»), джерела вітаміну (у складі додатку, збагаченої вітамінами їжі, їжі із природним вмістом вітаміну), іншої їжі, що вживається в той же час. Наприклад біодоступність провітаміну A β-каротину збільшується при вживанні їжі, багатої на жири.

## Стійкість

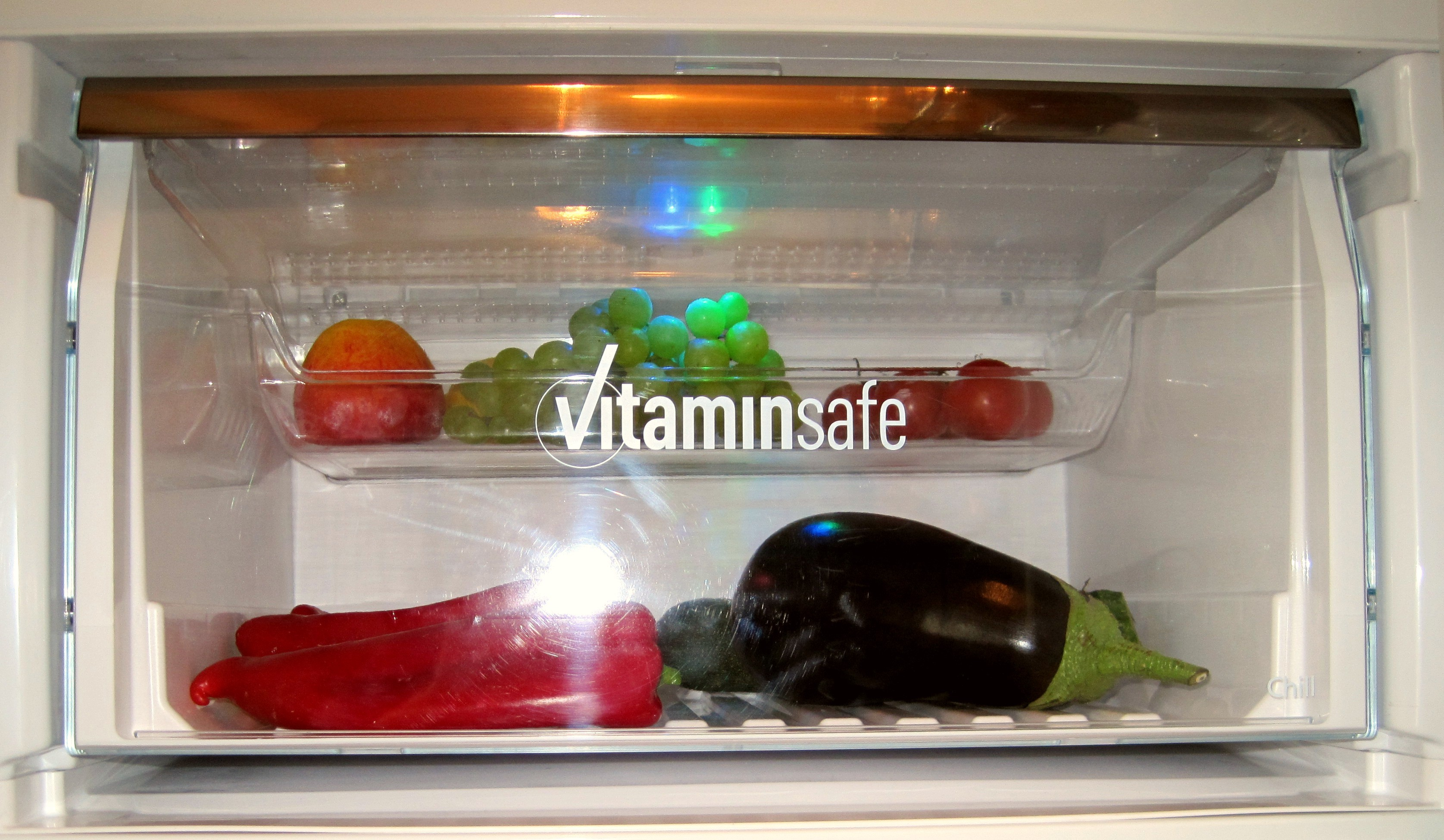
Спеціальний контейнер для овочів і фруктів у холодильнику, розроблений для тривалішого зберігання вітамінів

Вміст вітамінів у свіжих сирих продуктах може бути високий, але багато із них нестійкі і руйнуються під час приготування, особливо чутливими є водорозчинні вітаміни. Наприклад, внаслідок тривалого нагрівання розкладається більшість тіаміну (вітаміну B1). Рибофлавін (вітамін B2) чутливий до ультрафіолетового випромінювання, через що його вміст знижується, якщо продукти довго зберігаються у прозорих контейнерах. Кисень реагує із аскорбіновою кислотою (вітаміном C), тому втрати цієї сполуки пов'язані із тривалим зберіганням чи приготуванням, особливо дрібно порізаних продуктів.
Продукти, такі як овочі і фрукти, містять багато ферментів що як синтезують вітаміни, так і руйнують їх. Після зривання цих рослин синтез припиняється, а руйнування продовжується. Оскільки ферменти деградації малоактивні при низьких температурах продукти рекомендується зберігати охолодженими. Щоб обмежити контакт із киснем — поміщати їх у закриті контейнери або обгортати плівкою. Мити овочі і фрукти краще до нарізання, ніж після, щоб не вимити багато водорозчинних вітамінів. Варити овочі рекомендується у невеликій кількості води, і поміщати їх туди після того, як вода закипить. Відвар із овочів можна використовувати для інших страв — супів, запіканок тощо. Вітаміни можуть руйнуватись внаслідок надто тривалої обробки або надто високої температури.

## Провітаміни

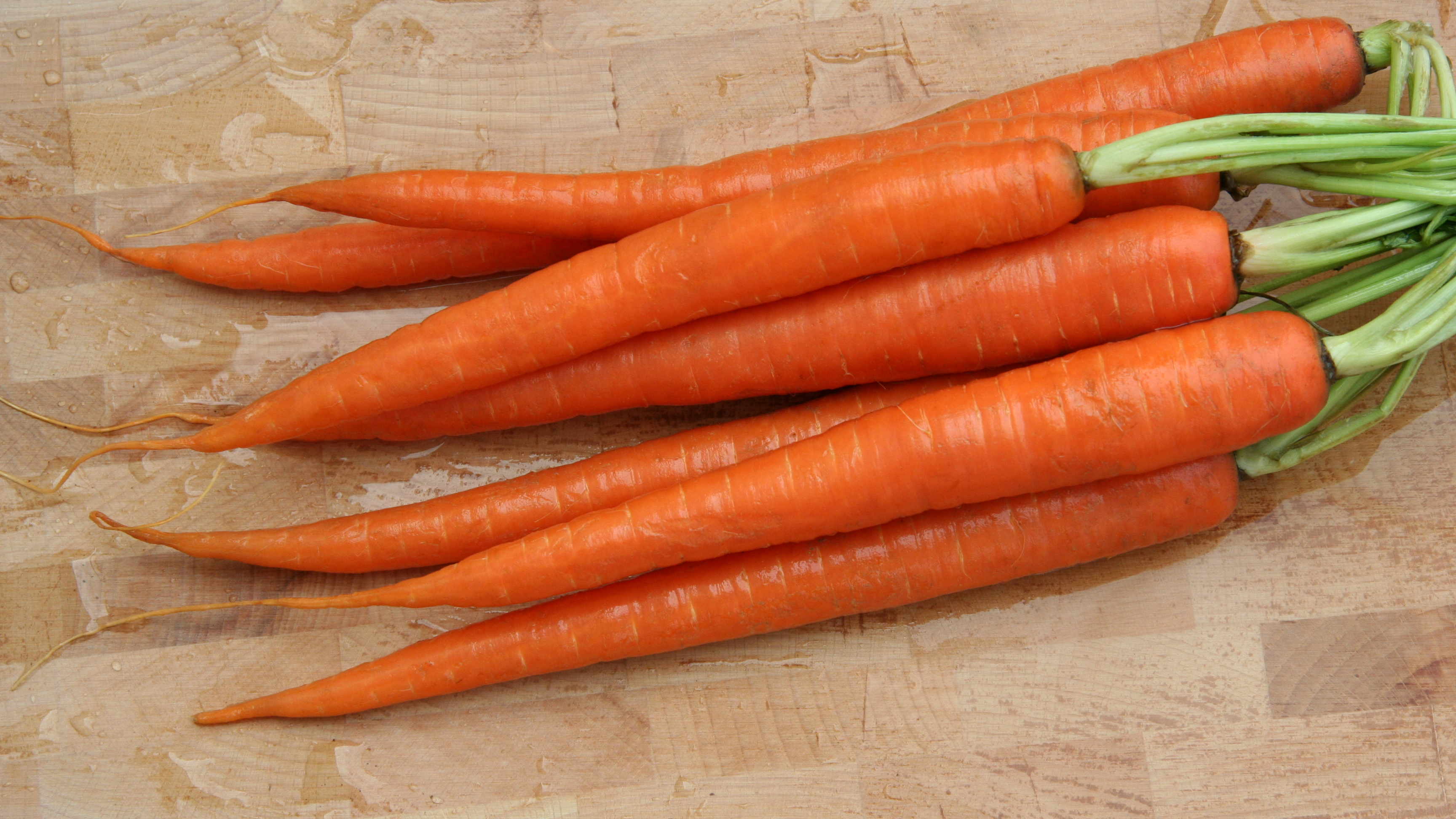
Морква містить провітамін A — β-каротин

Деякі зі вітамінів потрапляють в організм у формі неактивних попередників — провітамінів — і далі перетворюються в активну форму. Так, наприклад, вітамін A не міститься у продуктах рослинного походження, проте у багатьох темно-зелених, яскраво-червоних, жовтих і оранжевих овочах і фруктах є багато β-каротину — попередника вітаміну A. Під час розрахунку кількості вжитих вітамінів враховують не тільки джерела самого вітаміну, а й джерела провітаміну.

## Антивітаміни
Антивітаміни — це речовини, які протидіють використанню організмом вітамінів. Частина антивітамінів поводяться як антиметаболіти, тобто вони схожі за будовою до відповідного вітаміну, і можуть заміщувати його у ферментативних системах, але не можуть виконувати його функцій. Решта ж діють іншими шляхами, наприклад, ферменти тіаміназа й аскорбіназа руйнують вітаміни B1 і C відповідно, а білок авідин зв'язує і інактивує біотин (вітамін H).
Оскільки багато паразитичних бактерій також потребують вітамінів для росту, антивітаміни використовуються для лікування бактерійних інфекцій: наприклад, аналоги параамінобензойної кислоти (вітаміноподібної речовини, що є складовою фолієвої кислоти) — сульфаніламіди та їхні похідні. Антивітаміни також можуть допомагати в терапії раку, так аміноптерин (аналог фолієвої кислоти) має антинеопластичні властивості і може використовуватись у хіміотерапії. Кумарини — аналоги вітаміну K — діють як антикоагулянти, зокрема до цього ряду сполук належить варфарин. Антивітаміни також використовують у дослідних цілях для створення експериментальних авітамінозів у тварин.